# ビニールハウス
ビニールハウスまたはプラスチックハウスとは、木材又は 鋼材を躯体とし合成樹脂のフィルムで外壁を被覆した、作物栽培のための農業施設である。単に「ハウス」とも。普及し始めた頃に被覆材料に農業用ポリ塩化ビニルフィルム（農ビ）が使われることが一般的だった事からビニールハウスと呼ばれ、その後にポリオレフィンフィルムやフッ素系フィルムなど他の合成樹脂素材も使われるようになったので「プラスチックハウス」と呼ばれるようにもなった。いずれにせよそれらは和製英語であり、英語では総称のGreenhouse（グリーンハウス:温室）と呼ぶことが一般的である。
一般的にイメージされるビニールハウスは、 鋼管（パイプ）を躯体としたものが圧倒的に多く、パイプハウスと呼ぶこともある。構造全てをフィルムで覆う場合と、降雨による農作物への影響を防ぐためにハウス上面だけを覆う場合がある。上面だけを覆う栽培方法は、雨よけ栽培と呼ばれる。

## 名称。ビニールハウスからプラスチックハウスへ
作物栽培に利用する農業施設として「ビニールハウス」という呼称が、現在も一般的に使われる。しかし、実際にポリ塩化ビニルフィルム（農ビ）を使用する「ビニールハウス」は43%（2014年現在）となっており、減少傾向にあり、48%は農ビよりも軽くべとつかない特徴をもつポリオレフィンフィルム（農PO）を使用している。また、特定波長域の光の透過を制限する資材や入射光を散乱させる資材など様々な機能性を有する資材も開発・実用化されている。こうした現状から様々な資材を包摂するプラスチックハウスの名称が正式に使用される。

## 歴史
ビニールハウスを用いたハウス栽培の歴史をその起源へと辿っていくと、ビニールが登場する以前にまで遡ることが可能であり、日本では約400年前、紙を使った覆いによって促成栽培が試みられていた。江戸っ子は初物（はつもの）が大好きで、高くても買うので、農家は油で浸した障子紙で覆い炭火で加温までして栽培し、夏野菜であるナス、ウリ、インゲンを冬に出荷したという。初物があまりにも高い値段で売られているので江戸幕府は「贅沢だ。無駄遣いだ」と倹約令を出して何度も禁止したという。だが何度も禁止しているということからも分かるように、その倹約令は効き目がなかったようである。
明治時代（1868年-1912年）頃にガラス製の温室の技術が海外より伝わり、従来から行われていた紙を用いた栽培法と融合し「ペーパーハウス」と呼ばれる手法が登場し、それがその後しばらくは使われていたが、第二次世界大戦（1939年 - 1945年）の頃に「収穫時期をずらした野菜は贅沢品だ。禁止だ」などと考える為政者がまた現れ今度は、ペーパーハウスは姿を消してしまった。
日本で農業生産用の覆いに合成樹脂のフィルムを使う試みは1951年（昭和26年）頃から行われ、従来の油紙などにかわり昭和30年（1955年）から実用化された。ただし、この頃はビニールハウスなどなく、より小型で畝毎にビニールで覆うトンネル栽培である。トンネルを大型にした方が、燃費や設置費用が高くなるが、雨天でも作業が行え保温性能も高くなるなどのメリットからビニールハウスが実用化された。

## 日本のプラスチックハウス
プラスチックハウスの設置面積は、昭和40年代（1965年-1974年）頃から増加を続け、1999年には栽培実面積で約5万1千 ヘクタールを超えたものの、近年では農産物価格の低迷や後継者不足、高齢化に伴う農業全体の縮小傾向と歩をあわせるように、面積も横ばいないし減少傾向にある（2014年現在の実面積は約4万1千 ヘクタール）。これは温室の設置面積の95%以上を占める。
分類
後述のフィルムの種類のうち、農POや硬質フィルム、硬質板を用いた鉄骨を構造部材とするハウスもあり、これはプラスチックハウスであり、同時に鉄骨ハウスであるという区分となる。被覆資材による区分はプラスチックハウスとガラス室（いわゆる温室）であり、本項ではプラスチックハウスのみを扱う。
なお、以下においてプラスチックハウスのうち、パイプハウスであるものを一般的な呼称にならい「ビニールハウス」と表現する。

### 構造部材によるプラスチックハウスの区分（2014年現在の国内でのシェア[1]）

#### 鉄骨ハウス（鉄骨補強パイプハウスを含め約22%）
H型鋼や角形鋼を合掌や柱に、C型鋼を母屋に使用する。設置コストが非常に高い。

#### 鉄骨補強パイプハウス
屋根に曲げパイプ（アーチパイプ）を用い、鉄骨と組み合わせて補強したハウス。

#### 地中押し込み式パイプハウス（約78%）
最も簡易なハウスで、基礎を用いず、肩部で曲げられたパイプを地中に挿入し、棟部で2本のパイプを接続し、棟方向に配した母屋パイプで補強する構造。

## 構造と組立方法

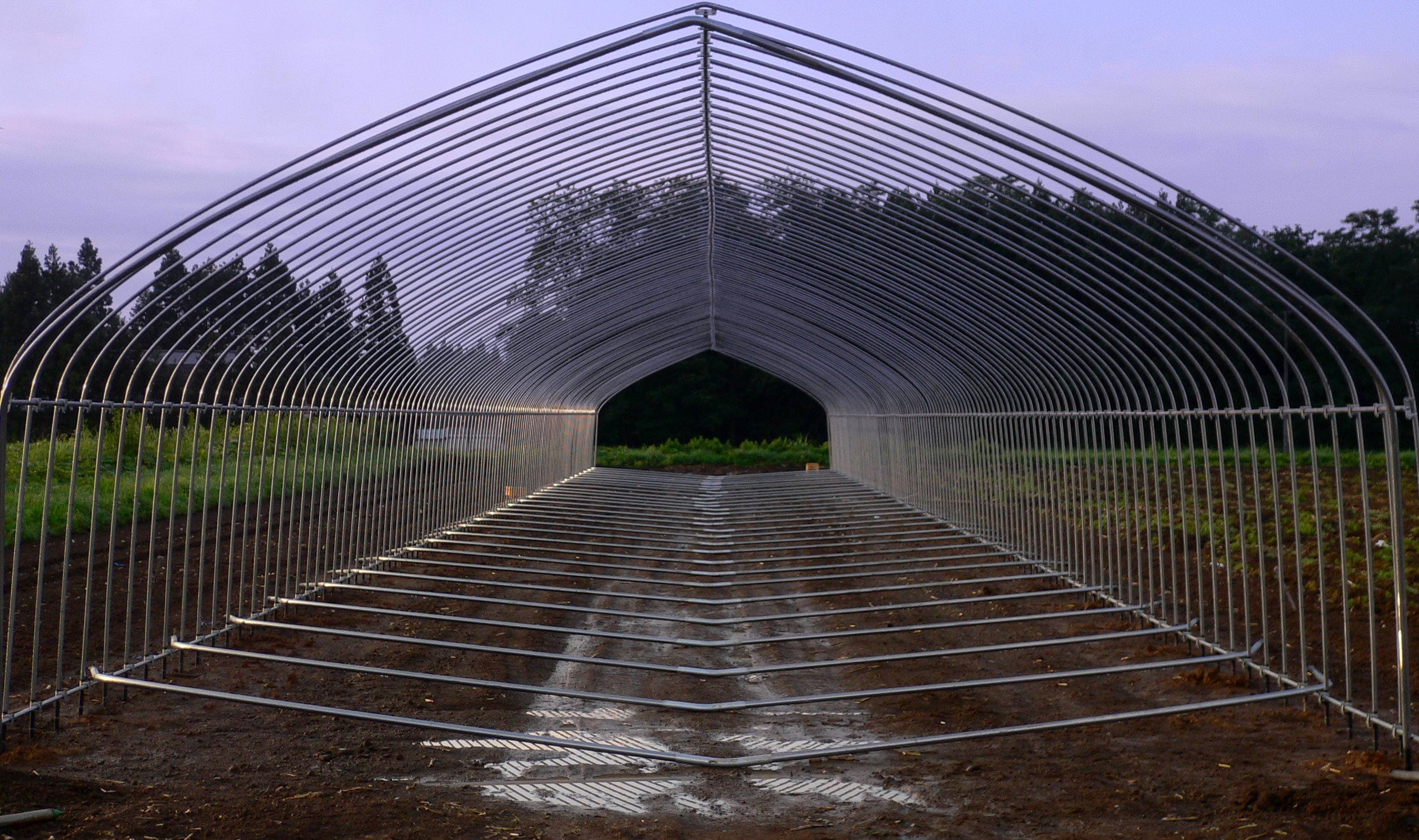
ビニールハウスの骨組み

### 素材
フィルム
ポリ塩化ビニルフィルム（シート）は保温性に優れるものの耐候性に乏しく、劣化（脱塩）したものは非常に脆く破れやすい。
このため、より耐候性に優れる農業用ポリオレフィン系フィルム（農ポリ、POフィルム）やフッ素樹脂のフィルム（硬質フィルム）が開発され、シェアを年々拡大しており、これらを含めてビニールハウスと呼称する場合も依然として多いが、近年はプラスチックハウスという呼称が使われている。
ハウス内の湿度上昇や霧の発生を抑制する機能や、紫外線の透過を抑制する機能など、栽培用途に応じた機能を付加したフィルムも多く開発されている。
使用済みのフィルムは産業廃棄物であり、許可を得ず農家が個別に処理することは禁止されている。このため、他の農業用使用済プラスチック製品と同様、行政と農業団体、農家の取組みによって回収、処分及びリサイクルが行われることとされている。ポリ塩化ビニルフィルムのリサイクル率は、2003年（平成15年）現在で約60 %となっている。以前は不要になったビニールシートが野焼きされ、ダイオキシン類の発生や悪臭などの公害が問題になることがあった。
パイプ
パイプは通常、亜鉛めっきが施されており、錆の発生を抑えている。
パイプの外径は規格化され、19.1ミリメートル、22.2ミリメートル、25.4ミリメートル、28.6ミリメートル、31.8ミリメートル、38.1ミリメートル、42.7ミリメートル、48.6ミリメートルのものがある。一見中途半端な数字に見えるが、これはヤードポンド法のインチを基準に定められたためである。
パイプ同士は部位に応じた金属製の継手（つぎて）により接続される。溶接などにより直接接続されることは少ないので、組み立て・分解は比較的容易である。

### パイプハウス
最も簡易な構造のものでは、あらかじめ湾曲させたパイプを互いに向かい合わせ、一端を地面に刺して、もう一端を継ぎ手で連結し、アーチをかたどる。このアーチを奥行き方向に延長したものが基本的な骨組みとなり、必要に応じて筋交いなどの補強を行う。降雪の多い地域では、ビニールハウス内に梁を渡す耐雪仕様のものもあるが、パイプそのものの強度の限界のため、豪雪の際にはしばしば倒壊などの被害に見舞われる。
被覆フィルムは、一度天井部全面に展張した後、パッカーと呼ばれるプラスチック製器具や金属製の専用器具によって、パイプの各部分に押し付ける形で固定する。さらに、フィルムの上からハウスの横方向にプラスチック製の紐を渡して補強することがある。
固定されていない展張したフィルムは風を孕みやすいため、少しの風でも展張・固定作業は難しくなる。時には突風により、作業者がフィルムごと飛ばされる事故も起こるので、フィルムを貼る作業は無風条件下での作業が望ましい。
大型のものになると、躯体の部品は細分化され、継ぎ手の種類も増える。また、横方向にハウスを連結した構造のものも見られる。現在では一構造体として延べ面積が1 ヘクタールを超えるものも珍しくなく、この規模になると外見や機能面での温室との差は殆どなくなる。
このほか、メーカー独自の外形や形状を持つものがあり、ビニールハウスの大きさ、耐風性、降雪量、経済性を考慮して選択される。

### 補助的な設備
効率的に太陽の熱を集め、また外気と遮断されることにより一定の温度を保つことができるが、農作物の生育に必要な温度が確保できない場合は、保温・加温を行うため、暖房設備を併設する。
他方、ビニールハウス内の温度が上がりすぎるのを防ぐため、換気窓や大型換気ファンを設置して換気を行ったり、日照を抑える遮光幕を設置する場合もある。換気にはビニールハウス側面の被覆を開閉することも有効であるが、人力による開閉労力を軽減するため、被覆を巻き取る補助器具も開発されている。
光合成に必要な二酸化炭素の欠乏を防ぐため、換気のほかに二酸化炭素ガスを導入する事もある。これは生育促進の目的で行われる場合もある。
また、ビニールハウス内では降雨による水分補給は期待できないので、潅水設備は欠かせない。

## 用途
農作物の育苗や栽培に広く活用される。他方、設置の簡便性を生かして、作業小屋や格納庫、畜舎など作物の栽培以外の多用途に利用されることがある。栽培の用途に供しない場合は、透明でないフィルムや、フィルム以外の素材で被覆することもあるが、この場合は用途名の頭に「パイプハウス」を付けて「パイプハウス○○」と呼称されることもある（例：「パイプハウス牛舎」等）。

## 税制上の取扱い
簡易な建造物であるため、仮設の小屋と言う解釈から税制上の家屋として見なされないため、ビニールハウス自体に固定資産税はかからない。ただし、基礎を設けたり床面をコンクリート打設するなどすると仮設の小屋とは見なされず、課税対象となることがある。

## ギャラリー

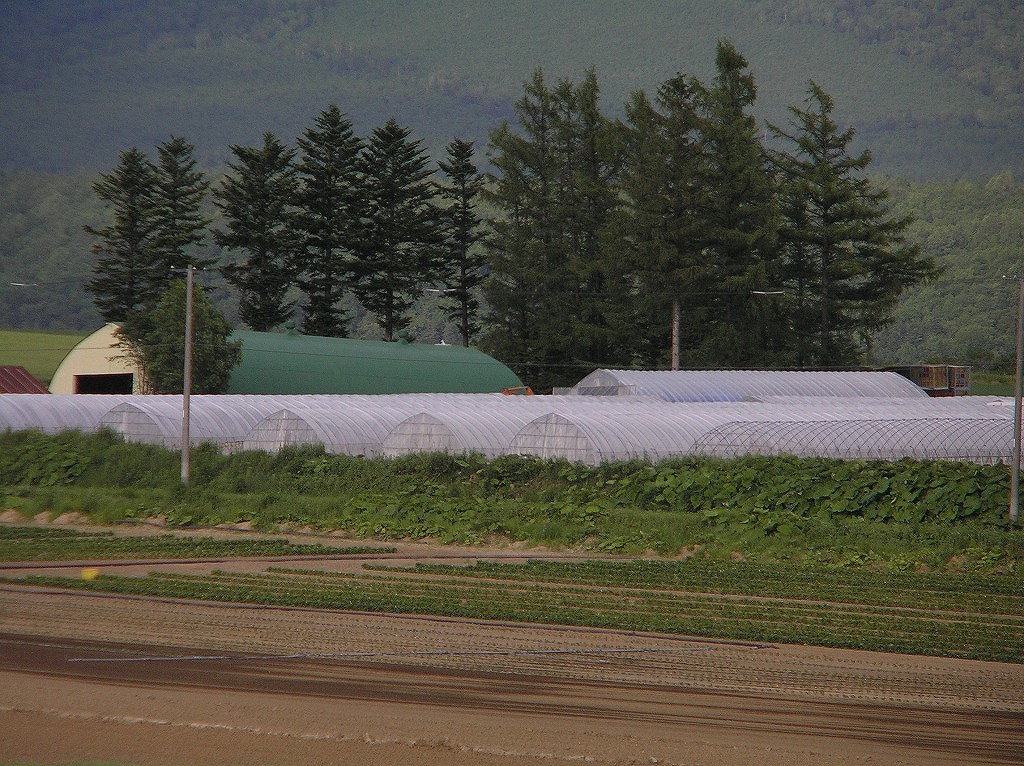
広大な土地を利用し多数建ち並ぶ北海道のビニールハウス（富良野市）
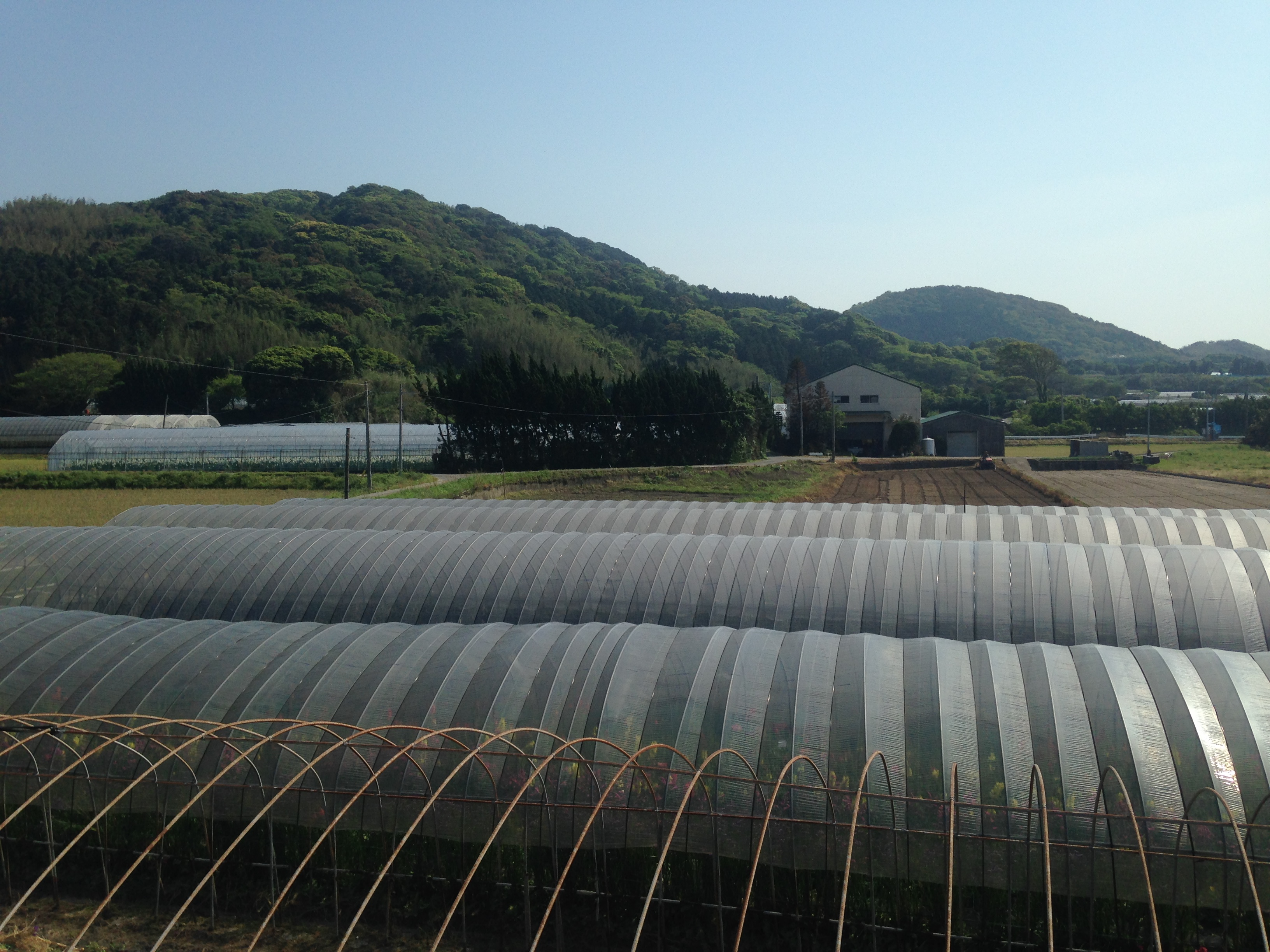
福岡市西区西浦のビニールハウス
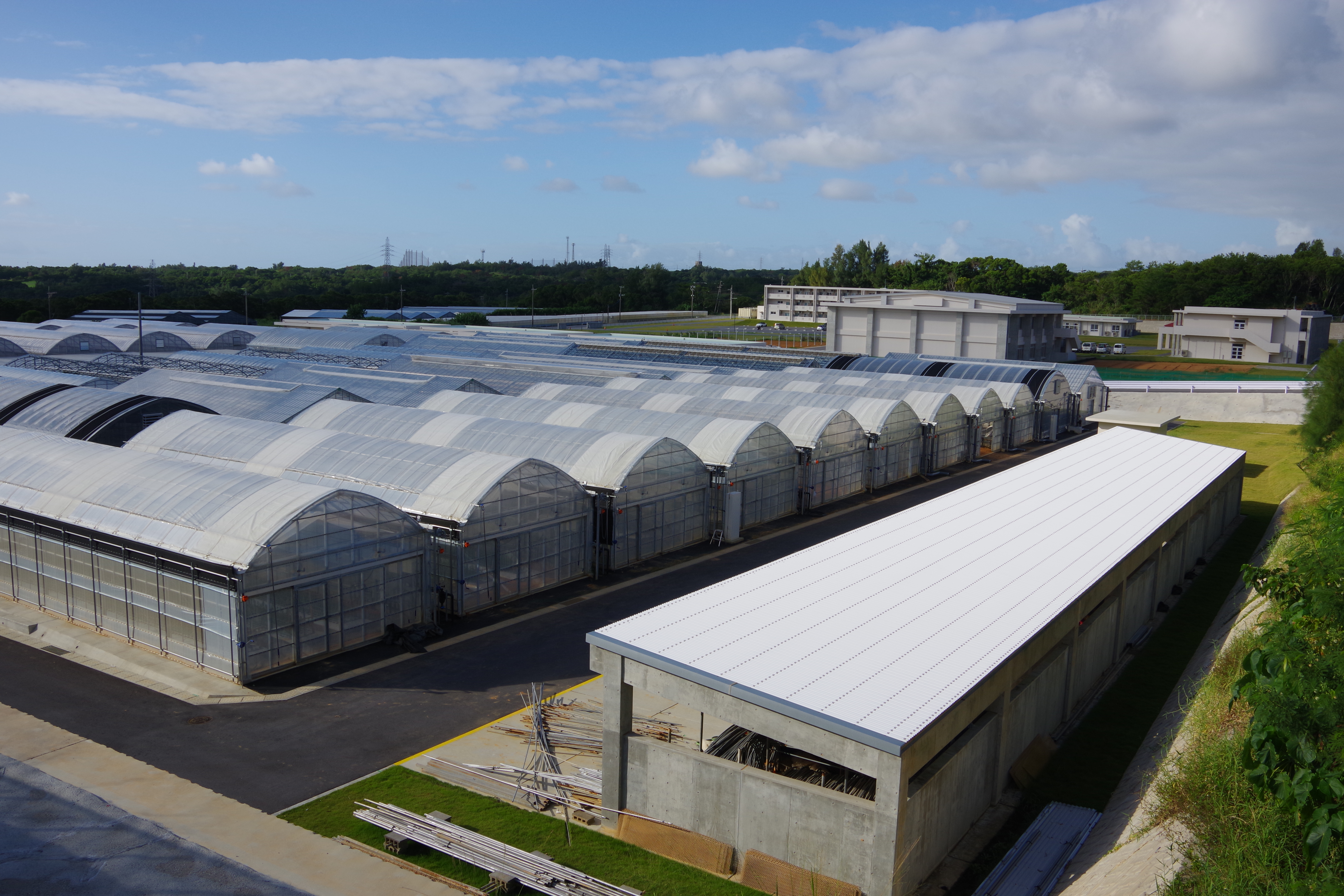
沖縄県立農業大学校（宜野座村）のプラスチックハウス
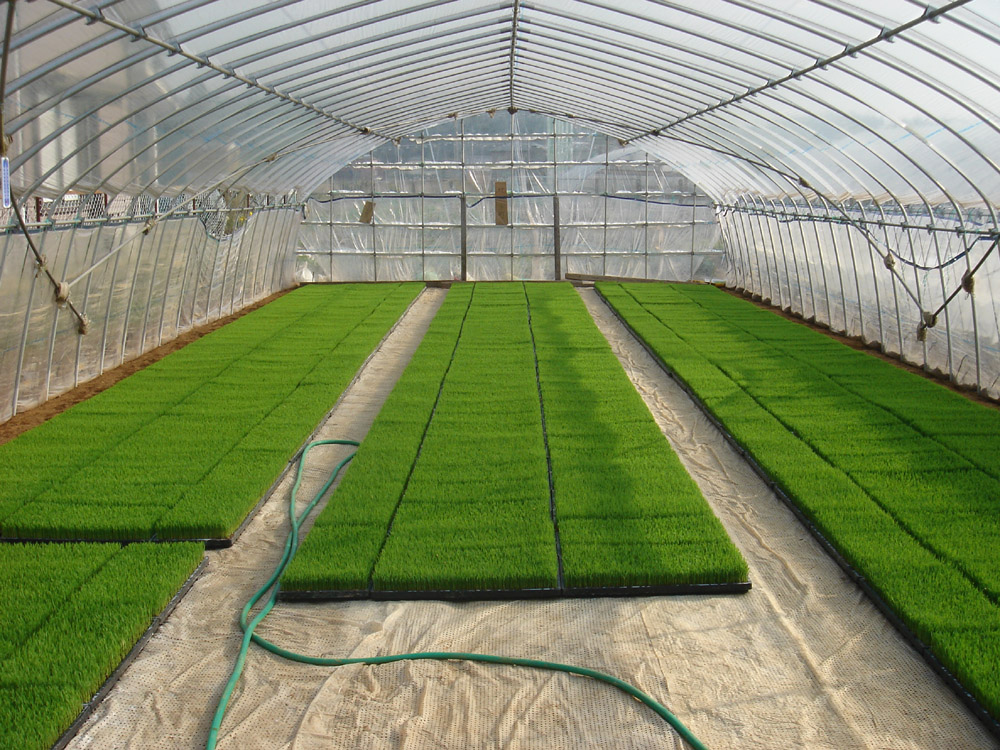
内部
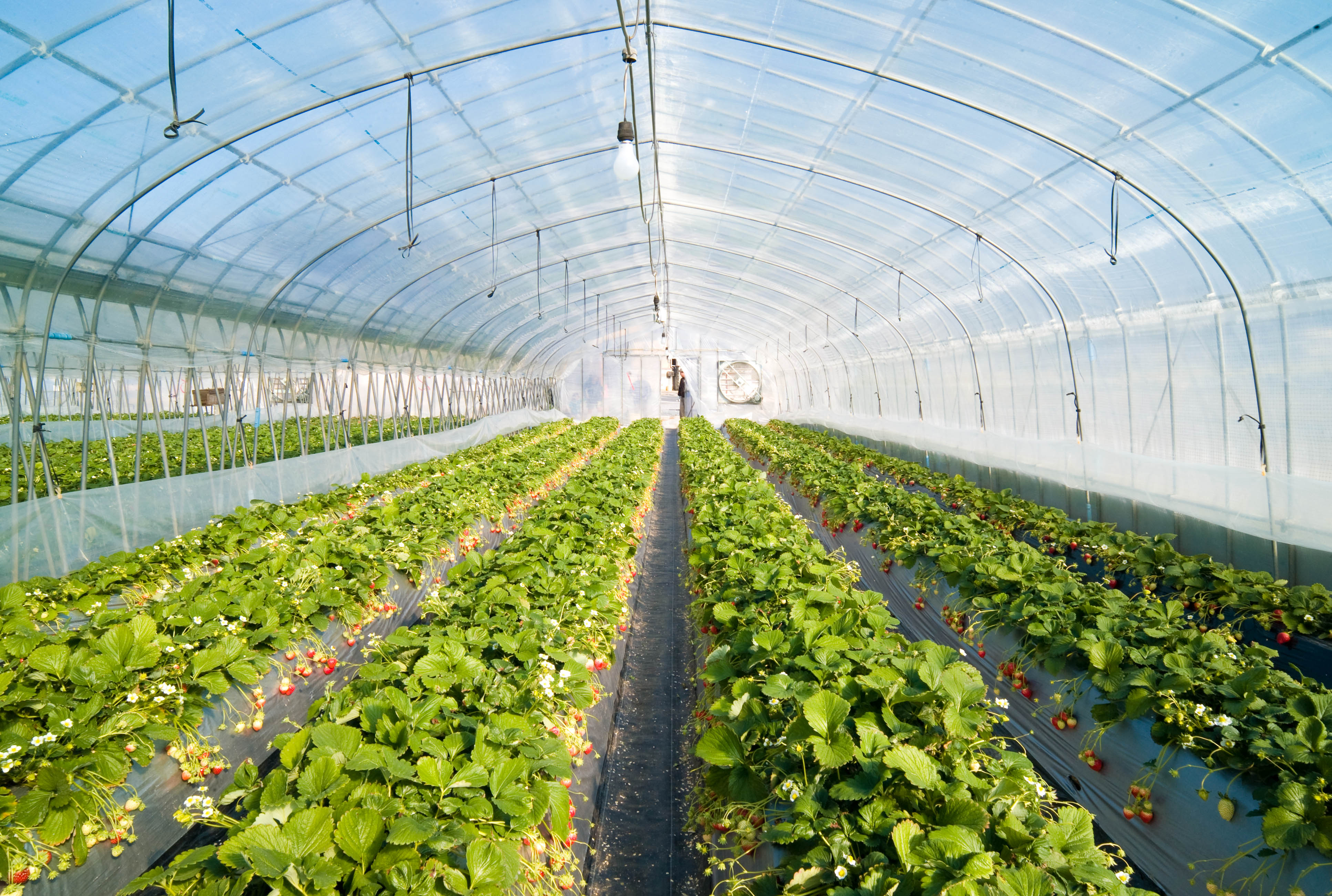
いちご狩り用
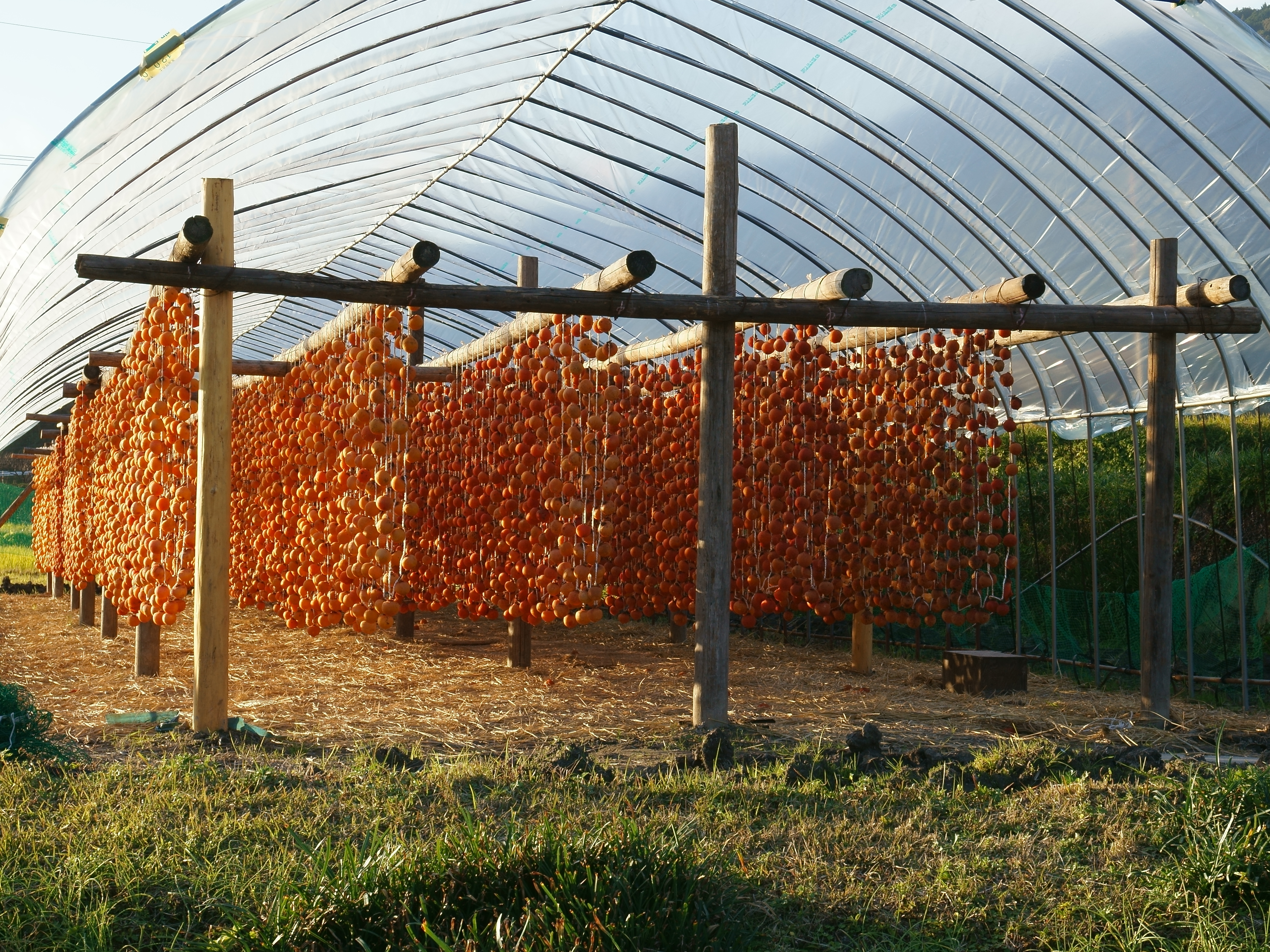
干し柿の生産に使用する例